# Zámecký les v Lomnici
Zámecký les v Lomnici je přírodní památka na východním okraji městyse Lomnice v okrese Brno-venkov. Důvodem ochrany je listnatý porost, významné ptačí hnízdiště.